# Акбулымский сельский округ
Акбулы́мский се́льский окру́г (ранее — Ильи́чевский сельсове́т, каз. Ақбұлым ауылдық округі) — административная единица в составе Жамбылского района Жамбылской области Казахстана.
Административный центр — село Акбулым.

## История
В 1989 году существовал как Ильичевский сельсовет в составе двух населённых пунктов: село Ильич (административный центр, ныне — Акбулым) и посёлок Талас (ныне — станция Талас).
В периоде 1991—1998 годов:
- Постановлением от 6 февраля 1997 года государственной комиссии по ономастике при Правительстве Республики Казахстан, село Ильич было переименовано в село Акбулы́м[4];
- Ильичевский сельсовет, переименованный вместе с его административным центром в Акбулымский, согласно реформам административно-территориального устройства Республики Казахстан был преобразован в сельский округ;
- посёлок Талас был преобразован в станцию.

## Население
| Численность населения | Численность населения | Численность населения |
| 1989                  | 1999                  | 2009                  |
| --------------------- | --------------------- | --------------------- |
| 3450                  | ↗3695                 | ↗4231                 |

## Состав
| № | Населённый пункт | Тип населённого пункта       | Население, 1989 | Население, 1999 | Население, 2009 |
| - | ---------------- | ---------------------------- | --------------- | --------------- | --------------- |
| 1 | Акбулым          | село, административный центр | 2 464           | ↗3 173          | ↘3 084          |
| 2 | Талас            | станция                      | 986             | ↘522            | ↗1 147          |